# Región de Lindi
Lindi es una de las treintaiuna regiones administrativas en las que se encuentra dividida la República Unida de Tanzania. Su capital es la ciudad de Lindi.

## Localización
Se ubica en el sureste del país y tiene los siguientes límites:
| Noroeste: Región de Morogoro | Norte: Región de Pwani | Noreste: Océano Índico    |
| Oeste: Región de Morogoro    |                        | Este: Océano Índico       |
| Suroeste: Región de Ruvuma   | Sur: Región de Mtwara  | Sureste: Región de Mtwara |

## Subdivisiones
Esta región se encuentra subdividida internamente en una ciudad y 5 valiatos (población en 2012):
- Kilwa (190 744 habitantes)
- Mtama (194 143 habitantes)
- Ciudad de Lindi (78 841 habitantes)
- Liwale (91 380 habitantes)
- Nachingwea (178 464 habitantes)
- Ruangwa (131 080 habitantes)

## Territorio y población
La región de Lindi ocupa una superficie de 66.669 kilómetros cuadrados y tenía en 2022 una población de 1.194.028 habitantes. La densidad poblacional es, por consiguiente, de 17'9 habitantes por kilómetro cuadrado.